# Nippon Animation
Nippon Animation Co., Ltd (Nhật: 日本アニメーション株式会社 Hepburn: Nippon Animēshon Kabushiki gaisha) là một xưởng phim hoạt hình Nhật Bản có trụ sở chính tại Tokyo, Nhật Bản.

## Lịch sử
Nippon Animation có tiền thân từ Zuiyo Eizō (ズイヨー映像), một xưởng phim hoạt hình nổi tiếng từ năm 1969 thành lập bởi Takahashi Shigeto, chuyên làm phim hoạt hình theo kiểu phương tây. Nhưng không lâu sau đó xưởng phim đã gặp phải khủng hoảng tài chính và buộc phải giải thể.
Năm 1975, Zuiyo Eizō bị giải thể và được tách thành hai xưởng phim mới là Zuiyō và Nippon Animation (nhân sực của Nippon gồm có hai vị đạo diễn nổi tiếng Miyazaki Hayao và Takahata Isao). Từ đó Nippon Animation Co., Ltd. chính thức được thành lập vào tháng 6 năm 1975 với chủ tịch công ty là Motohashi Koichi. Nippon Animation vừa mới thành lập đã thành công với tác phẩm đầu tay Mitsubachi Maya no Bōken và Flanders no Inu (cả hai được Nippon kế thừa sản xuất từ Zuiyo Eizō). Miyazaki Hayao rời Nippon Animation vào năm 1979 ở giữa quá trình sản xuất bộ phim Akage no An (Anne tóc đỏ dưới chái nhà xanh) để thực hiện Cagliostro no Shiro (Lâu đài Cagliostro).
Thành công từ loạt sê-ri anime World Masterpiece Theater, Nippon Animation còn sản xuất nhiều bộ khác dựa trên các tác phẩm văn học phương Tây, cũng như các tác phẩm gốc và chuyển thể từ truyện tranh Nhật Bản.
Trong số ít các tác phẩm của hãng không kể các tác phẩm làm lại từ văn học phương Tây mà khá thành công như loạt phim hoạt hình dài tập đến nay vẫn còn lên sóng đều đặn Chibi Maruko-chan (1990), bộ phim dựa trên bộ truyện tranh của Sakura Momoko.

## Phim dựa theo văn học phương Tây

### Loạt sê-riWorld Masterpiece Theater(1969-2009)

#### Trước khi Nippon Animation thành lập (Zuiyo Eizō)
- Dororo and Hyakkimaru (どろろと百鬼丸?) (1969), gồm 26 tập, chuyển thể từ manga Dororo của họa sĩ Osamu Tezuka.
- Moomin (ムーミン Mūmin?) (1969–1970), gồm 65 tập, chuyển thể từ cuốn truyện tranh Moomins của nhà văn Tove Jansson.
- Andersen Monogatari (アンデルセン物語?) (1971), gồm 52 tập, dựa theo nhiều câu chuyện của Hans Christian Andersen
- Shin Moomin (新 ムーミン?) (1972), gồm 52 tập, đây là phiên bản làm lại của loạt phim Moomin năm 1969
- Yama Nezumi Rocky Chuck (山ねずみ ロッキーチャック?) (1973), gồm 52 tập, dựa theo các sách của nhà văn Thornton Burgess.
- Alps no Shōjo Haiji (アルプスの少女ハイジ?) (1974), gồm 52 tậ, chuyển thể từ cuốn tiểu thuyết Heidi của tác giả Johanna Spyri.

#### Nippon Animation
- Flanders no Inu (フランダースの犬?) (1975), gồm 52 tập, chuyển thể từ cuốn tiểu thuyết Chú chó vùng Flanders của Maria Louise Ramé
- Haha o Tazunete Sanzenri (母をたずねて三千里?) (1976), gồm 52 tập, chuyển thể từ chương "Từ mạch Appennini đến mạch Andes" trong tiểu thuyết Những tấm lòng cao cả của tác giả Edmondo De Amicis.
- Araiguma Rascal (あらいぐまラスカル?) (1977), gồm 52 tập, chuyển thể từ cuốn sách Rascal của tác giả Sterling North.
- Perrine Monogatari (ペリーヌ物語?) (1978), gồm 53 tập, chuyển thể từ cuốn tiểu thuyết Trong gia đình của tác giả Hector Malot.
- Akage no An (赤毛のアン?) (1979), gồm 50 tập：chuyển thể từ cuốn tiểu thuyết Anne tóc đỏ dưới chái nhà xanh của tác giả Lucy Maud Montgomery.
- Tom Sawyer no Bōken (トム・ソーヤーの冒険?) (1980), gồm 49 tập, chuyển thể từ cuốn tiểu thuyết Những cuộc phiêu lưu của Tom Sawyer của tác giả Mark Twain.
- Kazoku Robinson Hyōryūki: Fushigi na Shima no Flone (家族ロビンソン漂流記 ふしぎな島のフローネ?) (1981), gồm 50 tập, chuyển thể từ cuốn tiểu thuyết The Swiss Family Robinson của tác giả Johann David Wyss.
- Minami no Niji no Lucy (南の虹のルーシー?) (1982), gồm 50 tậ, chuyển thể từ cuốn tiểu thuyết Southern Rainbow của tác giả Phyllis Piddington.
- Watashi no Annette (わたしのアンネット?) (1983), gồm 48 tập：chuyển thể từ cuốn sách Treasures of the Snow của tác giả Patricia St. John.
- Makiba no Shōjo Katri (牧場の少女カトリ?) (1984), gồm 49 tập, chuyển thể từ cuốn tiểu thuyết Paimen, piika ja emäntä của tác giả Auni Nuolivaara.
- Princess Sara (小公女セーラ?) (1985), gồm 46 tập, chuyển thể từ cuốn tiểu thuyết Công chúa nhỏ của  Frances Hodgson Burnett
- Ai Shōjo Pollyanna Monogatari (愛少女ポリアンナ物語?) (1986), gồm 51 tập, chuyển thể từ 2 cuốn tiểu thuyết Pollyanna và Pollyanna Grows Up của Eleanor H. Porter.
- Ai no Wakakusa Monogatari (愛の若草物語 Ai no Wakakusa Monogatari?) (1987), gồm 48 tập, chuyển thể từ cuốn tiểu thuyết Những cô gái nhỏ của Louisa May Alcott.
- Shōkōshi Cedie (小公子セディ?) (1988), gồm 43 tập, chuyển thể từ cuốn tiểu thuyết Little Lord Fauntleroy của Frances Hodgson Burnett.
- Peter Pan no Bōken (ピーターパンの冒険?) (1989), gồm 41 tập, chuyển thể từ vở kịch và tiểu thuyết Peter and Wendy của tác giả J. M. Barrie.
- Watashi no Ashinaga Ojisan (私のあしながおじさん?) (1990), gồm 40 tập, chuyển thể từ cuốn tiểu thuyết Daddy-Long-Legs của Jean Webster.
- Trapp Ikka Monogatari (トラップ一家物語?) (1991), gồm 40 tậ, chuyển thể từ cuốn sách The Story of the Trapp Family Singers của Maria Augusta von Trapp.
- Daisōgen no Chiisana Tenshi Bush Baby (大草原の小さな天使 ブッシュベイビー?) (1992), gồm 40 tập, chuyển thể từ cuốn tiểu thuyết The Bushbabies của tác giả William Stevenson.
- Wakakusa Monogatari: Nan to Jōsensei (若草物語 ナンとジョー先生?) (1993), gồm 40 tập, chuyển thể từ Những chàng trai nhỏ của Louisa May Alcott.
- Nanatsu no Umi no Tiko (七つの海のティコ?) (1994), gồm 39 tập, tác phẩm nguyên tác
- Romeo no Aoi Sora (ロミオの青い空 Romio no Aoi Sora?) (1995), gồm 33 tập, chuyển thể từ cuốn sách Die schwarzen Brüder của Kurt Held.
- Meiken Lassie (名犬ラッシー?) (1996), gồm 26 tập, chuyển thể từ tiểu thuyết Lassie Come-Home của Eric Knight.
- Ie Naki Ko Remi (家なき子レミ?) (1996–1997), gồm 26 tập, chuyển thể từ cuốn tiểu thuyết Không gia đình của Hector Malot.
- Les Misérables: Shōjo Cosette (レ・ミゼラブル 少女コゼット Re Mizeraburu Shōjo Kozetto?) (2007), gồm 52 tập,chuyển thể từ cuốn tiểu thuyết Les Misérables của Victor Hugo.
- Porphy no Nagai Tabi (ポルフィの長い旅 Porufi no Nagai Tabi?) (2008), gồm 52 tập, chuyển thể từ cuốn sách Sáu người bạn đồng hành của Paul Jacques Bonzon.
- Konnichiwa Anne: Before Green Gables (こんにちは アン 〜Before Green Gables Konnichiwa An 〜Bifō Guriin Gēburusu?) (2009), gồm 39 tập, đây là phần tiền truyện của Anne tóc đỏ dưới chái nhà xanh chuyển thể từ Before Green Gables của Budge Wilson.

### Tác phẩm khác
- Chiisana Viking Bikke (小さなバイキング ビッケ), phát sóng từ năm 1974-1975, sản xuất từ tập 53–78
- Mitsubachi Māya no Bōken (みつばちマーヤの冒険), phát sóng năm 1975
- Sōgen no Shōjo Laura (草原の少女ローラ) – 1975
- Arabian Nights: Sinbad no Bōken (1975)
- Piccolino no Bōken (1976)
- Little Lulu to Chicchai Nakama (1976)
- Seton Doubutsuki: Kuma no Ko Jacky (1977)
- Conan – Cậu bé tương lai (1978), do Hayao Miyazaki đạo điễn
- Seton Doubutsuki: Risu no Banner (1979)
- Ai no Gakko Cuore Monogatari (1981)
- Wanwan Sanjūshi (1981), đồng sản xuất với BRB Internacional
- Shin Mitsubachi Maaya no Bouken (1982)
- Fushigi no Kuni no Alice (1983)
- Anime 80-nichikan Sekai Isshuu (1987), đồng sản xuất với BRB Internacional
- Manga Aesop Monogatari – 1983
- Little El Cid no Bouken (1984), đồng sản xuất với BRB Internacional
- Bosco Daibouken (1986)
- Grimm Meisaku Gekijō (1987), dựa theo Truyện cổ Grimm
- Shin Grimm Meisaku Gekijō (1988)
- Jungle Book Shōnen Mowgli (phát sóng từ ngày 2 tháng 10 năm 1989 – ngày 29 tháng 10 năm 1990)
- Kaze no Naka no Shoujo Kinptasu no Jeannie (1992)

### Phim đặc biệt
- Tondemo Nezumi Daikatsuyaku (1979)
- Anne no Nikki: Anne Frank Monogatari (1979)
- Nodoka Mori no Dobutsu Daisakusen (1980)
- Hitomi no Naka no Shōnen Jūgo Shōnen Hyōryūki (1987)

## Danh sách phim Nhật Bản

### Phim truyền hình
- Dokaben (phát sóng từ ngày 6 tháng 10 năm 1976 - 26 tháng 12 năm 1979)
- Ashita e Attack (4 tháng 4 năm 1977 - 5 tháng 9 năm 1977)
- Blocker Gundan IV Machine Blaster (1977), đồng sản xuất với Ashi Productions
- Chōgattai Majutsu Robo Ginguiser (1977), đồng sản xuất với Ashi Productions
- Ore wa Teppei (1977)
- Wakakusa no Charlotte (1977)
- Joou Heika no Petite Angie (1977)
- Yakyū-kyō no Uta (23 tháng 12 năm 1977 - 26 tháng 3 năm 1979)
- Haikara-san ga Tōru (1978)
- Ikkyū-san (1978)
- Koguma no Misha (1979)
- Seton Dobutsuki Risu no Banner (1979)
- Fisherman Sanpei (1980)
- Meme Iroiro Yume no Tabi (1983)
- Fushigi na Koara Blinky (1984)
- Mori no Tonto Tachi (1984 ), đồng sản xuất với Shaft)
- Hey! Bumboo (1985)
- Uchūsen Sagittarius (1986)
- Seishun Anime Zenshū (25 tháng 4 năm 1986 - 26 tháng 12 năm 1986)
- Topo Gigio (1988)
- Ikinari Dagon – 1988
- Chibi Maruko-chan (1990-nay)
- Pygmalio (1990)
- Moero! Top Striker (1991)
- Boukensha: The Man Was from Spain – (1992)
- Mikan Enikki (1992)
- Nangoku Shōnen Papuwa-kun (1992)
- Heisei Inu Monogatari Bow (14 tháng 10 năm 1993 - 22 tháng 9 năm 1994)
- Muka Muka Paradise (1993)
- Miracle Girls (1993)
- Mahōjin Guru Guru (1994)
- Ai to Yuuki no Pig Girl Tonde Buurin – 1994
- Yamato Takeru (1994)
- Romeo no Aoi Sora (1995)
- Mama wa Poyopoyo-Saurus ga Osuki (1995)
- Grander Musashi (1997)
- Chūka Ichiban! (1997)
- Sakura Momoko Gekijo: Coji-Coji (1997)
- Hanasaki Tenshi Ten-Ten-kun (1998)
- Hatsumei Boy Kanipan – 1998
- Hunter × Hunter (bản 1999) – 1999
- Corrector Yui – 1999
- Bikkuriman 2000 – 1999
- Mirai Shonen Conan II: Taiga no Daiboken – (1999); phần làm lại của Mirai Shonen Conan, đạo diễn bởi Hayakawa Keiji
- Marcelino Pan y Vino (2000), phim hợp tác giữa Nhật Bản và Tây Ban Nha
- Mahōjin Guru Guru – chiếu vào tháng 4 năm 2000 trên TV Tokyo
- Cosmic Baton Girl Comet-san (2001), dựa theo manga của họa sĩ Yokoyama Mitsuteru
- Popee the Performer – 2001
- Dennou Boukenki Webdiver – 2001 (đồng sản xuất với Radix)
- Daigunder – 2002 (đồng sản xuất với Brains Base)
- Hungry Heart: Wild Striker – chiếu từ 2002–2003 trên Animax
- Papuwa – chiếu vào tháng 9 năm 200 trên kênh TV Tokyo
- Sore Ike! Zukkoke Sannin Gumi – chiếu vào tháng 4 năm 2000 trên TV Tokyo
- Fantastic Children – chiếu vào tháng 10 năm 2004 trên TV Tokyo
- Mix Master – 2005
- Pokapoka Mori no Rascal – 2006, phần tiếp theo của Araiguma Rascal
- Yamato Nadeshiko Shichi Henge – 2006
- Seiyō Kottō Yōgashiten – 2008
- Hyakko – 2008
- Hakushon Daimaō 2020 – 2020 (đồng sản xuất với Tatsunoko Production)
- Yaku nara Mug Cup mo (2021)
- Love All Play (2022)
- Ao no Orchestra (2023)[3]
- Shibuya Hachi (2024)[4][5]

### Phim điện ảnh
- Mirai Shōnen Konan (15 tháng 9 năm 1979)
- Yakyū-kyō no Uta: Kita no Ōkami Minami no Tora (15 tháng 9 năm 1979)
- Haha o Tazunete Sanzenri (19 tháng 7 năm 1980)
- Mirai Shōnen Konan: Tokubetsu-hen Kyodaiki Gigant no Fukkatsu (11 tháng 3 năm 1984)
- Chōjin Lockle (14 tháng 4 năm 1984)
- Chibi Maruko-chan (15 tháng 12 năm 1990)
- Chibi Maruko-chan: Watashi no Suki na Uta (19 tháng 12 năm 1992)
- Tottoi (22 tháng 8 năm 1992)
- Heisei Inu Monogatari Bow (20 tháng 8 năm 1994) – phim ngắn
- Mahōjin Guru Guru – (20 tháng 4 năm 1996) – phim ngắn
- Hamelin no Violin Hiki (20 tháng 4 năm 1996) – phim ngắn
- Flanders no Inu (15 tháng 3 năm 1997)
- Marco: Haha wo Tazunete Sanzenri (2 tháng 4 năm 1999)
- Tensai Bakavon: Yomigaeru Flanders no Inu (23 tháng 5 năm 2015)[6][7]
- Sinbad: Sora Tobu Hime to Himitsu no Shima – 2015
- Chibi Maruko-chan: Italia kara Kita Shōnen – 2015
- Haikara-san ga Tōru Zenpen – Benio, Hana no 17-sai – 2017
- Haikara-san ga Tōru Kōhen – Tokyo Dai Roman – 2018

### Phim đặc biệt
- Daisetsusan no Yūsha Kibaō (23 tháng 9 năm 1978)
- Ganbare! Bokura no Hit and Run (18 tháng 2 năm 1979)
- Maegami Tarou (ngày 29 tháng 4 năm 1979)
- Sango-sho Densetsu: Aoi Umi no Elfie (ngày 22 tháng 8 năm 1986)
- on-chan, Yume Power Daibouken! (5 tháng 8 năm 2003)
- Miyori no Mori (25 tháng 8 năm 2007)

### Bản OVA
- Choujin Locke: Lord Leon (1989)
- Bucchigiri (1989-1991)
- Choujin Locke: Shinsekai Sentai – 1991
- Jungle Wars – 1991
- Boku wa Ō-sama – 1996
- Hunter × Hunter – 2002
- Shiritsu Araiso Koutougakkou Seitokai Shikkoubu – 2002
- Hunter x Hunter: Greed Island – 2003
- Hunter x Hunter: G I Final – 2004